# 格伦凯恩站
格伦凯恩站（英語：Glencairn）是一個位於愛爾蘭都柏林鄧萊里-拉斯當郡的都柏林轻轨站，在2010年通車，為綠線南行方向延伸路線往新娘峡谷站的車站之一。車站位於格伦凯恩大宅附近，該住宅是英國駐愛爾蘭大使的官邸。都柏林公車路線47和118均能到達此站。